# جین گازو
جین گازو مجری تلویزیون استرالیایی، مجری رادیو، دی جی اجرا و باشگاه، شخصیت تلویزیونی، نویسنده و روزنامه‌نگار موسیقی استرالیایی است. گازو در ملبورن به دنیا آمد و بزرگ شد و دختر یک طراح لباس ملبورنی است. او از دانشگاه لا تروب در ملبورن با مدرک لیسانس هنر در رسانه و سینما فارغ‌التحصیل شد.
گازو از سال ۲۰۱۵ تا ۲۰۲۰ در هیئت مدیره سازمان جوانان دولتی The Push خدمت کرد. در سال ۲۰۱۷، او به عنوان رئیس هیئت مشاوره برای موسیقی استرالیا در مرکز هنری ملبورن منصوب شد.

## جوایز
در ژوئن ۲۰۱۱ و ۲۰۱۲ گازو نامزد دریافت شخصیت تلویزیونی زن مورد علاقه در نهمین و دهمین دوره جوایز سالانه Astra شد. در اوت ۲۰۱۸ و ۲۰۱۹، گازو به همراه فیل اونیل به‌صورت مشترک نامزد دریافت جایزه ACRA برای بهترین برنامه رادیویی سندیکا برای «نسل من» در شبکه تریپل ام شد.